# Olympische Winterspiele 1992/Eisschnelllauf
Bei den XVI. Olympischen Winterspiele 1992 in Albertville fanden zehn Wettbewerbe im Eisschnelllauf statt. Austragungsort war die eigens dafür angelegte Freiluft-Kunsteisbahn L’anneau de vitesse, die schon zum Ende der Saison 1992 anderen Nutzungen zugeführt wurde. Es war das bisher letzte Mal, dass die Eisschnelllaufrennen unter freiem Himmel stattfanden. Die erste gesamtdeutsche Olympiamannschaft nach der Wiedervereinigung gewann elf der 30 Medaillen. Herausragende Läuferin war Gunda Niemann, die mit zweimal Gold und einmal Silber ihre Ausnahmestellung unterstrich.

## Bilanz

### Medaillenspiegel
| Platz | Land               | Gold | Silber | Bronze | Gesamt |
| ----- | ------------------ | ---- | ------ | ------ | ------ |
| 1     | Deutschland        | 5    | 3      | 3      | 11     |
| 2     | Norwegen           | 2    | 2      | 1      | 5      |
| 3     | Vereinigte Staaten | 2    | –      | –      | 2      |
| 4     | Niederlande        | 1    | 1      | 2      | 4      |
| 5     | China              | –    | 2      | –      | 2      |
| 6     | Japan              | –    | 1      | 3      | 4      |
| 7     | Südkorea           | –    | 1      | –      | 1      |
| 8     | Österreich         | –    | –      | 1      | 1      |

### Medaillengewinner
| Konkurrenz | Gold             | Silber            | Bronze          |
| ---------- | ---------------- | ----------------- | --------------- |
| 500 m      | Uwe-Jens Mey     | Toshiyuki Kuroiwa | Junichi Inoue   |
| 1000 m     | Olaf Zinke       | Kim Yoon-man      | Yukinori Miyabe |
| 1500 m     | Johann Olav Koss | Ådne Søndrål      | Leo Visser      |
| 5000 m     | Geir Karlstad    | Falko Zandstra    | Leo Visser      |
| 10.000 m   | Bart Veldkamp    | Johann Olav Koss  | Geir Karlstad   |

| Konkurrenz | Gold              | Silber         | Bronze                      |
| ---------- | ----------------- | -------------- | --------------------------- |
| 500 m      | Bonnie Blair      | Ye Qiaobo      | Christa Luding-Rothenburger |
| 1000 m     | Bonnie Blair      | Ye Qiaobo      | Monique Garbrecht           |
| 1500 m     | Jacqueline Börner | Gunda Niemann  | Seiko Hashimoto             |
| 3000 m     | Gunda Niemann     | Heike Warnicke | Emese Hunyady               |
| 5000 m     | Gunda Niemann     | Heike Warnicke | Claudia Pechstein           |

## Ergebnisse Männer

### 500 m
| Platz | Land | Sportler           | Zeit (s) |
| ----- | ---- | ------------------ | -------- |
| 1     | GER  | Uwe-Jens Mey       | 37,14    |
| 2     | JPN  | Toshiyuki Kuroiwa  | 37,18    |
| 3     | JPN  | Junichi Inoue      | 37,26    |
| 4     | USA  | Dan Jansen         | 37,46    |
| 5     | JPN  | Yasunori Miyabe    | 37,49    |
| 6     | NED  | Gerard van Felde   | 37,49    |
| 7     | EUN  | Ihar Schaljasouski | 37,51    |
| 8     | EUN  | Alexander Golubew  | 37,57    |
| 9     | CHN  | Song Chen          | 37,58    |
| 10    | KOR  | Kim Yoon-man       | 37,60    |
|       |      |                    |          |
| 23    | GER  | Peter Adeberg      | 38,33    |
| 25    | GER  | Olaf Zinke         | 38,40    |
| 40    | AUT  | Roland Brunner     | 42,18    |

Datum: 15. Februar 1992 

43 Teilnehmer aus 17 Ländern, alle in der Wertung.

### 1000 m
| Platz | Land | Sportler           | Zeit (min) |
| ----- | ---- | ------------------ | ---------- |
| 1     | GER  | Olaf Zinke         | 1:14,85    |
| 2     | KOR  | Kim Yoon-man       | 1:14,86    |
| 3     | JPN  | Yukinori Miyabe    | 1:14,92    |
| 4     | NED  | Gerard van Velde   | 1:14,93    |
| 5     | GER  | Peter Adeberg      | 1:15,04    |
| 6     | EUN  | Ihar Schaljasouski | 1:15,05    |
| 7     | CAN  | Guy Thibault       | 1:15,36    |
| 8     | EUN  | Nikolai Guljajew   | 1:15,46    |
| 9     | JPN  | Toshiyuki Kuroiwa  | 1:15,56    |
| 10    | NED  | Falko Zandstra     | 1:15,57    |
|       |      |                    |            |
| 22    | AUT  | Roland Brunner     | 1:16,76    |
| 24    | AUT  | Michael Hadschieff | 1:17,17    |

Datum: 18. Februar 1992 

46 Teilnehmer aus 21 Ländern, davon 45 in der Wertung.

### 1500 m
| Platz | Land | Sportler           | Zeit (min) |
| ----- | ---- | ------------------ | ---------- |
| 1     | NOR  | Johann Olav Koss   | 1:54,61    |
| 2     | NOR  | Ådne Søndrål       | 1:54,85    |
| 3     | NED  | Leo Visser         | 1:54,90    |
| 4     | NED  | Rintje Ritsma      | 1:55,70    |
| 5     | NED  | Bart Veldkamp      | 1:56,33    |
| 6     | GER  | Olaf Zinke         | 1:56,74    |
| 7     | NED  | Falko Zandstra     | 1:56,96    |
| 8     | NOR  | Geir Karlstad      | 1:56,98    |
| 9     | JPN  | Yukinori Miyabe    | 1:56,99    |
| 10    | EUN  | Ihar Schaljasouski | 1:57,24    |
|       |      |                    |            |
| 13    | GER  | Markus Tröger      | 1:57,42    |
| 14    | AUT  | Michael Hadschieff | 1:57,43    |
| 16    | GER  | Peter Adeberg      | 1:57,54    |
| 24    | AUT  | Roland Brunner     | 1:59,60    |

Datum: 16. Februar 1992 

46 Teilnehmer aus 21 Ländern, davon 45 in der Wertung.

### 5000 m
| Platz | Land | Sportler           | Zeit (min) |
| ----- | ---- | ------------------ | ---------- |
| 1     | NOR  | Geir Karlstad      | 6:59,97    |
| 2     | NED  | Falko Zandstra     | 7:02,28    |
| 3     | NED  | Leo Visser         | 7:04,96    |
| 4     | GER  | Frank Dittrich     | 7:06,33    |
| 5     | NED  | Bart Veldkamp      | 7:08,00    |
| 6     | USA  | Eric Flaim         | 7:11,15    |
| 7     | NOR  | Johann Olav Koss   | 7:11,32    |
| 8     | EUN  | Jewgeni Sanarow    | 7:11,38    |
| 9     | SWE  | Jonas Schön        | 7:12,15    |
| 10    | AUT  | Michael Hadschieff | 7:12,97    |
|       |      |                    |            |
| 15    | GER  | Markus Tröger      | 7:17,62    |
| 34    | GER  | Rudolf Jeklic      | 7:33,15    |

Datum: 13. Februar 1992 

36 Teilnehmer aus 20 Ländern, alle in der Wertung.

### 10.000 m
| Platz | Land | Sportler           | Zeit (min) |
| ----- | ---- | ------------------ | ---------- |
| 1     | NED  | Bart Veldkamp      | 14:12,12   |
| 2     | NOR  | Johann Olav Koss   | 14:14,58   |
| 3     | NOR  | Geir Karlstad      | 14:18,13   |
| 4     | NED  | Robert Vunderink   | 14:22,92   |
| 5     | JPN  | Kazuhiro Satō      | 14:28,30   |
| 6     | AUT  | Michael Hadschieff | 14:28,80   |
| 7     | SWE  | Per Bengtsson      | 14:35,58   |
| 8     | NOR  | Steinar Johansen   | 14:36,09   |
| 9     | ITA  | Roberto Sighel     | 14:38,23   |
| 10    | EUN  | Jewgeni Sanarow    | 14:38,99   |
|       |      |                    |            |
| 15    | GER  | Markus Tröger      | 14:45,41   |
| 20    | GER  | Frank Dittrich     | 14:55,23   |
| 23    | GER  | Rudolf Jeklic      | 14:51,89   |

Datum: 20. Februar 1992 

30 Teilnehmer aus 14 Ländern, davon 29 in der Wertung.

## Ergebnisse Frauen

### 500 m
| Platz | Land | Sportlerin        | Zeit (s) |
| ----- | ---- | ----------------- | -------- |
| 1     | USA  | Bonnie Blair      | 40,33    |
| 2     | CHN  | Ye Qiaobo         | 40,51    |
| 3     | GER  | Christa Luding    | 40,57    |
| 4     | GER  | Monique Garbrecht | 40,63    |
| 5     | NED  | Christine Aaftink | 40,66    |
| 6     | CAN  | Susan Auch        | 40,83    |
| 7     | JPN  | Kyoko Shimazaki   | 40,98    |
| 8     | GER  | Angela Hauck      | 41,10    |
| 9     | KOR  | Yoo Seon-hee      | 41,28    |
| 10    | GER  | Anke Baier        | 41,30    |

Datum: 10. Februar 1992 

34 Teilnehmerinnen aus 12 Ländern, davon 32 in der Wertung.

### 1000 m
| Platz | Land | Sportlerin           | Zeit (min) |
| ----- | ---- | -------------------- | ---------- |
| 1     | USA  | Bonnie Blair         | 1:21,90    |
| 2     | CHN  | Ye Qiaobo            | 1:21,92    |
| 3     | GER  | Monique Garbrecht    | 1:22,10    |
| 4     | NED  | Christine Aaftink    | 1:22,60    |
| 5     | JPN  | Seiko Hashimoto      | 1:22,63    |
| 6     | ROM  | Mihaela Dascălu      | 1:22,85    |
| 7     | EUN  | Jelena Tjuschnjakowa | 1:22,97    |
| 8     | GER  | Christa Luding       | 1:23,06    |
| 9     | GER  | Angela Hauck         | 1:23,31    |
| 10    | AUT  | Emese Hunyady        | 1:23,40    |
|       |      |                      |            |
| 14    | GER  | Anke Baier           | 1:24,11    |

Datum: 14. Februar 1992 

36 Teilnehmerinnen aus 14 Ländern, davon 34 in der Wertung.

### 1500 m
| Platz | Land | Sportlerin           | Zeit (min) |
| ----- | ---- | -------------------- | ---------- |
| 1     | GER  | Jacqueline Börner    | 2:05,87    |
| 2     | GER  | Gunda Niemann        | 2:05,92    |
| 3     | JPN  | Seiko Hashimoto      | 2:06,88    |
| 4     | EUN  | Natalja Poloskowa    | 2:07,12    |
| 5     | GER  | Monique Garbrecht    | 2:07,24    |
| 6     | EUN  | Swetlana Baschanowa  | 2:07,81    |
| 7     | AUT  | Emese Hunyady        | 2:08,29    |
| 8     | GER  | Heike Warnicke       | 2:08,52    |
| 9     | NED  | Carla Zijlstra       | 2:08,54    |
| 10    | EUN  | Ljudmila Prokaschowa | 2:08,71    |

Datum: 12. Februar 1992 

33 Teilnehmerinnen aus 14 Ländern, davon 32 in der Wertung.

### 3000 m
| Platz | Land | Sportlerin           | Zeit (min) |
| ----- | ---- | -------------------- | ---------- |
| 1     | GER  | Gunda Niemann        | 4:19,90    |
| 2     | GER  | Heike Warnicke       | 4:22,88    |
| 3     | AUT  | Emese Hunyady        | 4:24,64    |
| 4     | NED  | Carla Zijlstra       | 4:27,18    |
| 5     | EUN  | Swetlana Boiko       | 4:28,00    |
| 6     | NED  | Yvonne van Gennip    | 4:28,10    |
| 7     | EUN  | Swetlana Baschanowa  | 4:28,19    |
| 8     | GER  | Jacqueline Börner    | 4:28,52    |
| 9     | NED  | Lia van Schie        | 4:30,57    |
| 10    | EUN  | Ljudmila Prokaschowa | 4:30,76    |

Datum: 9. Februar 1992 

26 Teilnehmerinnen aus 12 Ländern, alle in der Wertung.
Die Goldmedaille von Gunda Niemann war die erste für eine deutsche Mannschaft nach der Wiedervereinigung.

### 5000 m
| Platz | Land | Sportlerin           | Zeit (min) |
| ----- | ---- | -------------------- | ---------- |
| 1     | GER  | Gunda Niemann        | 7:31,57    |
| 2     | GER  | Heike Warnicke       | 7:37,59    |
| 3     | GER  | Claudia Pechstein    | 7:39,80    |
| 4     | NED  | Carla Zijlstra       | 7:41,10    |
| 5     | EUN  | Ljudmila Prokaschowa | 7:41,65    |
| 6     | EUN  | Swetlana Boiko       | 7:44,19    |
| 7     | EUN  | Swetlana Baschanowa  | 7:45,55    |
| 8     | NED  | Lia van Schie        | 7:46,94    |
| 9     | JPN  | Seiko Hashimoto      | 7:47,65    |
| 10    | ITA  | Elena Belci          | 7:50,42    |
|       |      |                      |            |
| 15    | AUT  | Emese Hunyady        | 7:56,48    |

Datum: 17. Februar 1992 

24 Teilnehmerinnen aus 11 Ländern, alle in der Wertung.